# Lycortas
Lycortas de Mégalopolis est aristocrate achéen. Il est le père de l’historien grec Polybe de Mégalopolis. 

## Famille
Il est le fils de Thearidas, un noble mégalopolitain et le frère de Dameas, un notable mégalopolitain. On lui connait deux fils, Thearidas, notable Archéen et Polybe.

## Biographie
Il est l'un des stratèges de la Ligue achéenne en -183. Il est l'ami de Philopœmène.
Son nom signifie « herbe à loups » ou « pré à loups ». 